# Fort Smith Railroad
Fort Smith Railroad (FSR) est une shortline dont le siège est situé à Fort Smith (Arkansas). Le FSR exploite une ligne de chemin de fer de 29 kilomètres de long entre Fort Smith (où les wagons sont échangés avec le Kansas City Southern Railway, l'Union Pacific Railroad, et l'Arkansas and Missouri Railroad) et Fort Chaffee.
La ligne d'origine, d'une longueur de 76 km, a été construite en 1890 et conduisait à Paris (Arkansas). La portion entre Fort Chaffee et Paris a été abandonnée en 1995.